# Bệnh Rosacea
Bệnh Rosacea (chứng đỏ mặt) là một bệnh lý da kéo dài mà thường gây ảnh hưởng đến khuôn mặt. Nó gây đỏ da, mụn nhọt, sưng tấy, và gây giãn các mạch máu nhỏ và nông. Vị trí xuất hiện thường gặp nhất là ở các vùng như mũi, hai bên má, trán và cằm. Trong các trường hợp nặng và nghiêm trọng thì mũi có thể sưng to và đỏ, còn gọi là phì đại mũi.
Nguyên nhân của chứng đỏ mặt vẫn chưa rõ ràng. Những yếu tố nguy cơ được biết bao gồm tiền sử gia đình có tình trạng bệnh tương tự. Yếu tố có thể có khả năng làm trầm trọng thêm tình trạng như nhiệt độ cao, các hoạt động thể lực, ánh sáng mặt trời, thời tiết lạnh, thức ăn cay nóng, rượu, mãn kinh, tâm lý căng thẳng hoặc các loại kem bôi mặt chứa steroid. Chẩn đoán chủ yếu dựa trên chứng.
Chứng đỏ mặt ảnh hưởng đến một vài vị trí và trong khoảng một đến mười phần trăm người. Những người hay bị ảnh hưởng nhất thường trong độ tuổi từ 30 đến 50 tuổi và thường gặp ở nữ. Và gặp nhiều hơn ở người da trắng. Tình trạng này đã được mô tả trong cuốn The Canterbury Tales ở những năm 1300, và có thể sớm nhất là vào những năm 200 trước công nguyên bởi Theocritus.

## Triệu chứng lâm sàng

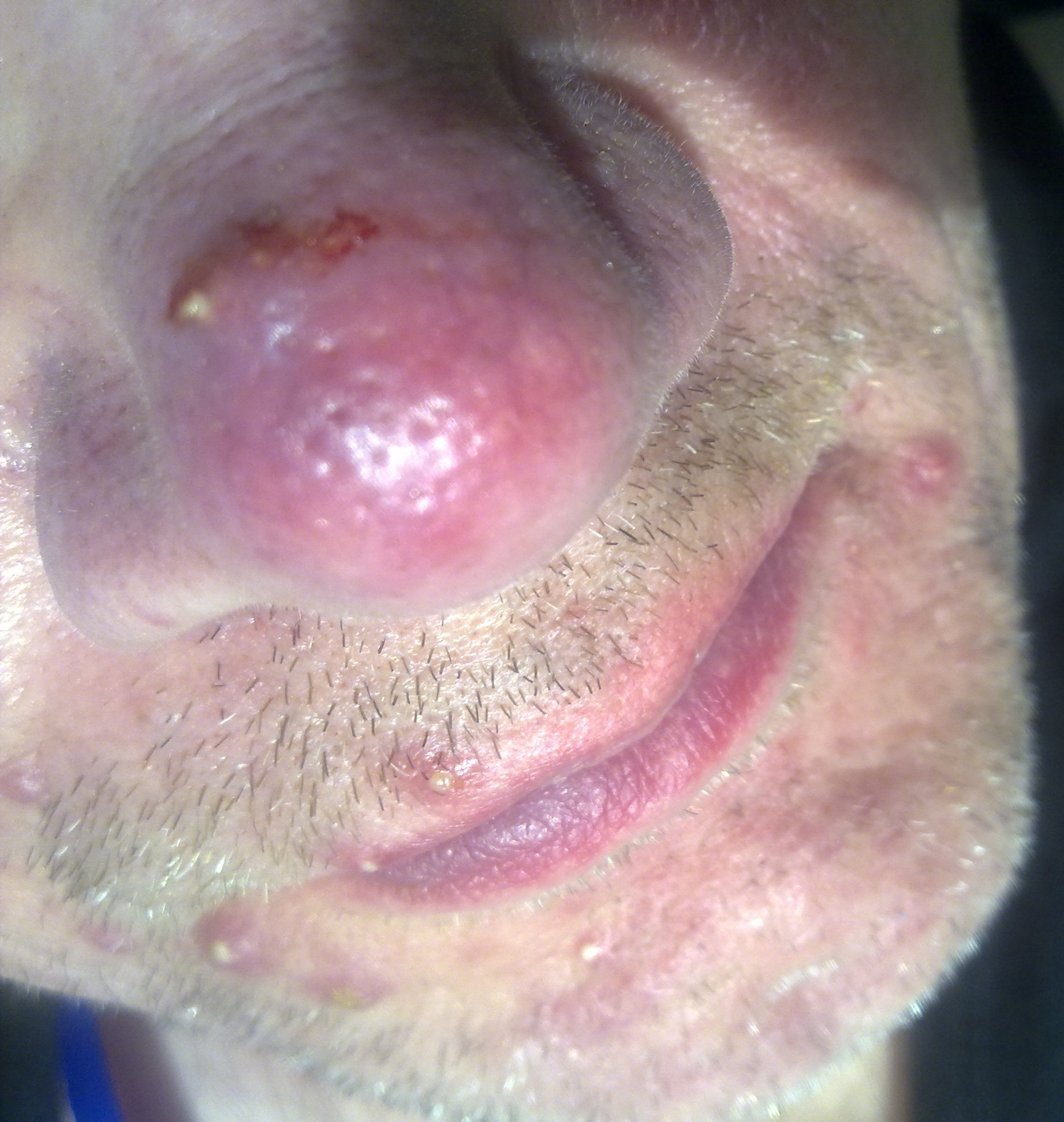
Hình ảnh chứng đỏ mũi trên mặt

Dấu hiệu bao gồm mặt đỏ, giãn các mạch máu nhỏ và nông trên da mặt, nốt sần, mụn mủ và sưng nề.